# 14831 Gentileschi
A 14831 Gentileschi (ideiglenes jelöléssel 1987 BS1) a Naprendszer kisbolygóövében található aszteroida. Eric Walter Elst fedezte fel 1987. január 22-én.
Nevét Artemisia Gentileschi (1593 – 1652) olasz festőnő után kapta.